# Giovanni Levi

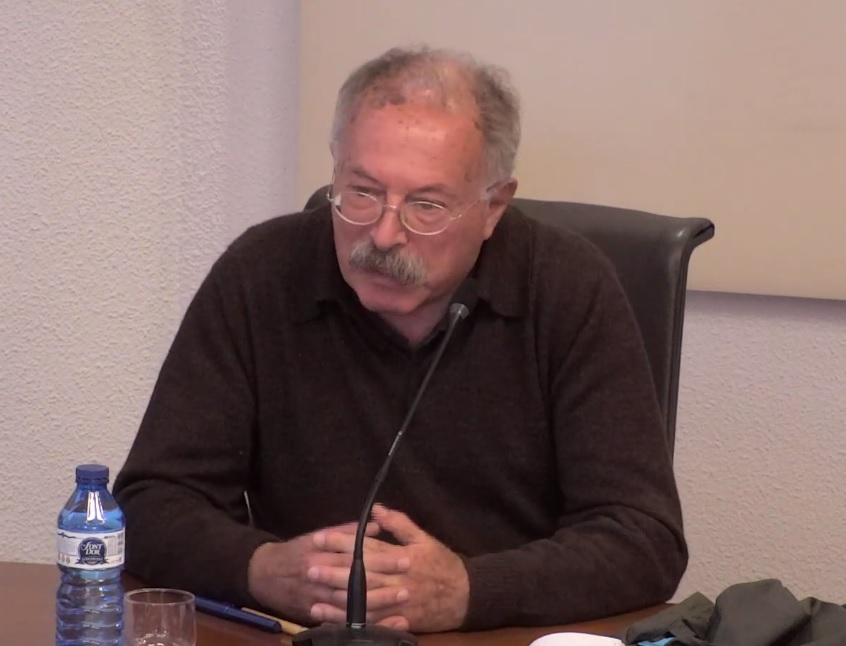
Giovanni Levi

Giovanni Levi (* 29. April 1939 in Mailand) ist ein italienischer Historiker.

## Leben
Nach seiner Schulzeit in Turin und Genua studierte Giovanni Levi von 1958 bis 1964 Geschichte an der Universität Turin, wo er anschließend in verschiedenen Assistenztätigkeiten als Neuzeithistoriker wirkte. Von 1971 bis 1983 lehrte er Wirtschaftsgeschichte an der Universität Turin. Von 1986 bis 1990 wirkte Giovanni Levi als außerordentlicher Professor für Moderne Geschichte an der Universität Tuscia in Viterbo und ab 1990 als Professor für Wirtschaftsgeschichte an der Universität Venedig. 2008 wurde Giovanni Levi emeritiert.
Nebst den Lehr- und Forschungstätigkeiten in Italien unterrichtete Levi an verschiedenen Universitäten in Frankreich, Spanien, Argentinien, Mexiko und den USA.
Er war Mitherausgeber der Zeitschrift Quaderni storici und der Reihe Microstoria des Verlags Einaudi sowie der Zeitschriften Rivista di storia economica, Zakhor, l’Espill, Enquête und Pasajes.

## Levi und die Mikrogeschichte
Als Frühneuzeithistoriker erlangte Giovanni Levi durch eine neue Herangehensweise in der Sozialgeschichte Einfluss in der Forschungswelt. Zusammen mit Carlo Ginzburg beschäftigte sich Levi vertieft mit den Gegensätzen zwischen herrschenden städtischen Eliten und der einfachen ländlichen Bevölkerung, indem sie bei ihren Arbeiten die italienische Microstoria (Mikrogeschichte) zu wesentlichen Teilen entwickelten und prägten. Mit Carlo Ginzburgs Der Käse und die Würmer (1976) und Giovanni Levis Das immaterielle Erbe (1985) legten die beiden Historiker den Grundstein für eine Richtung innerhalb der Geschichtswissenschaft, die international große Verbreitung fand.
Ihrer mikrohistorischen Arbeit charakteristisch ist eine Verkleinerung des Betrachtungsrahmens. Betrachtet wurden von ihnen nicht mehr nur die Vorgänge in den herrschaftlich-elitären Schichten, sondern lokale Vorkommnisse in Dörfern und Familien. Ziel dieser Verkleinerung des Betrachtungsrahmens war es, durch die veränderte Perspektive einen neuen Blick auf die Machtgefüge zwischen Machtausübenden und Beherrschten einerseits und der Funktions- und Denkweisen der lokalen sozialen Gruppen oder Familien der frühen Neuzeit andererseits zu gewinnen.: S. 185–186 Gemäß Levi definiert sich die Mikrogeschichte aber nicht ausschließlich durch den verkleinerten Betrachtungsraum. Vielmehr dient Levi und Ginzburg die intensive mikrohistorische Betrachtung eines kleinen Untersuchungsgegenstandes dazu, bis dahin unbeachtete Aspekte zu entdecken, damit Schlussfolgerungen auf der Makroebene zu ziehen und sich so den ‚großen historischen Fragen‘ zu widmen.

In einem Aufsatz von 1992 fasst Levi seine Hauptanliegen in Bezug auf die Mikrogeschichte folgendermaßen zusammen:
„The unifying principle of all microhistorical research is the belief that microscopic observation will reveal factors previously unobserved. Phenomena previously considered to be suffiently described and understood assume completely new meanings by altering the scale of observation. It is then possible to use these results to draw far wider generalizations although the initial observations were made within relatively narrow dimensions and as experiments rather than examples.“ 
Levi und andere Mikrohistoriker grenzten sich in theoretischen Texten bei der Entwicklung des mikrohistorischen Forschungsansatzes explizit gegen andere Richtungen der Geschichtsschreibung ab. Besonders die Prinzipien der Vereinheitlichung und der Geschichtssynthese lehnten sie strikt ab. Die mikrohistorische Kritik richtete sich zuerst insbesondere gegen die Vertreter der Annales-Schule und die von Ernest Labrousse geprägte serielle Geschichtsschreibung. Ihnen warf insbesondere Levi eine „quantitative Epidemie“ vor, die sich im übermäßigen Hang zur Quantifizierung von Daten äußere. Levi und andere wollte deshalb die Rolle der einfachen Menschen von ihres Erachtens anonymen wirtschaftlichen oder sozio-kulturellen Handlungsträgern absetzen. Selbstverständlich nutzten auch Levi und andere Vertreter der Mikrogeschichte serielle Ansätze. Diese genießen in der Mikrogeschichte allerdings nicht den gleichen totalen Geltungsanspruch.:S. 272–273
Während Ginzburg sich in den 1970er-Jahren in der linksradikalen Bewegung Lotta continua engagierte, war Giovanni Levi innerhalb der Sozialistischen Partei Italiens in der Bewegung der Neuen Linken aktiv, welche sich stark system- und parteikritisch äußerte. Levi betonte in einem Interview einen direkten Zusammenhang zwischen seinem politischen Engagement und der Entwicklung des wissenschaftlichen Projektes der Mikrogeschichte. Aufgrund seines politischen Engagements sei ihm klar geworden, dass das bisherige Verständnis der klassischen marxistischen Klassenanalyse keine adäquate Erfassung der historischen Realität mehr erlaube. Das Konzept einer Linearität innerhalb der Geschichte sei somit nicht mehr haltbar, weshalb eine Änderung der Perspektive vorgenommen werden müsse. Im später entwickelten mikrohistorischen Forschungsansatz sah Levi dieses Bedürfnis umgesetzt. Die Mikrogeschichte kann somit auch als wissenschaftliche Schlussfolgerung dieser politischen Einsicht dargestellt werden.:S. 280–282 Demnach grenzte sich Levi als Sozialhistoriker auch gegenüber der historischen Soziologie und der Kulturgeschichte ab, welche politische, soziale und wirtschaftliche Strukturen seiner Ansicht nach makroperspektivisch zu isoliert betrachtet. Für die Sozialhistoriker sind die politischen Herrschaftsstrukturen, die ökonomischen Marktbeziehungen und Produktionsverhältnisse in die sozialen Strukturen eingebettet und stehen in einer engen Beziehung zur Welt der religiös-kulturellen Repräsentation. Diese Sozialgeschichte der Herrschaftseffekte gewann in den 1960er-Jahren durch den Zustrom neuer politischer Bewegungen eine wachsende Dynamik, verstärkt durch die vermehrte Einbeziehung der britischen Sozialanthropologie und der amerikanischen Kulturanthropologie. Giovanni Levi und Carlo Ginzburg bildeten dabei die italienischen Vertreter dieser neuen, stark politisch motivierten Richtung.: S. 184–185

## Levis Hauptwerk Das immaterielle Erbe: Eine bäuerliche Welt an der Schwelle zur Moderne (1985)
Das unter dem Originaltitel L’eredità immateriale. Carriera di un esorcista nel Piemonte del Seicento erschienene Buch ist das bekannteste Werk Giovanni Levis. Die mikrohistorische Studie untersucht die Einwohner des kleinen Dorfs Santena, südöstlich von Turin, und stellt tiefgreifende Untersuchungen sowohl zur Ökonomie, Agrikultur und Familienstrukturen als auch zu Religion, Magie und Medizin an. Im Fokus liegt dabei das Verhältnis zwischen Beherrschten und Herrschern. Levi möchte für den Untersuchungszeitraums von 1672 bis 1709 aufzeigen, dass die bäuerlich geprägte einfache Bevölkerungsschicht in der Auseinandersetzung mit der Moderne keineswegs eine rein passive Rolle besaß. Er attestiert dieser Bevölkerungsschicht anhand der Erkenntnisse aus Santena zukunftsgerichtete Handlungsfähigkeiten, die stark auf den zu bewältigenden Wandel der nahen und fernen Zukunft ausgerichtet ist.

## Rezeption
Carlo Ginzburg erwähnt in seinem Aufsatz Microhistory: Two or Three Things That I Know about It, dass er erstmals durch 1977 oder 1978 durch ein Gespräch mit Giovanni Levi vom Konzept der Mikrogeschichte gehört habe. Die Mikrogeschichte ist zwar gemäß Ginzburg ein bereits älterer, von George R. Stewart 1959 erstmals aufgebrachter Begriff, doch wurde er durch die Herausgeberschaft der Reihe Microstorie des Verlags Einaudi entscheidend von Giovanni Levi, Carlo Ginzburg und Simona Cerutti weiterentwickelt. Levi stand gemäß Ginzburg zweifellos hinter der Entwicklungsschub der Mikrogeschichte weg von der reinen Mikroanalyse.
Auch Francesca Trivellato, eine Schülerin Levis und selbst Mikrohistorikerin, erwähnt insbesondere die zwar wenigen, aber umso einflussreicheren theoretischen Schriften zur Mikrogeschichte durch Levi und Ginzburg. Besonders erwähnt sie nebst der Zeitschrift Microstorie die Zeitschrift Quaderni Storici, welche den italienischen Mikrohistorikern als Plattform diente. Die Bedeutung dieser Zeitschriften liegt vor allem in der Ablehnung der italienischen Mikrohistoriker, eine eigene, spezifisch mikrohistorisch ausgerichtete Schule an einer Lehrinstitution zu gründen.

## Schriften (Auswahl)
- Centro e periferia di uno Stato assoluto. Tre saggi su Piemonte e Liguria in età moderna. Rosenberg e Sellier, Turin 1985, ISBN 88-7011-211-X.
- Das immaterielle Erbe. Eine bäuerliche Welt an der Schwelle zur Moderne. Wagenbach, Berlin 1986, ISBN 3-8031-3527-3.
- On Microhistory. In: New Perspectives on Historical Writing. Pennsylvania State University Press, Cambridge 1992, ISBN 0-271-00834-2.
- Geschichte der Jugend. Fischer, Frankfurt am Main 1996, ISBN 3-10-021410-2.
- The Origins of the Modern State and the Microhistorical Perspective. In: Mikrogeschichte – Makrogeschichte. Komplementär oder inkommensurabel? Wallstein, Göttingen 1998, ISBN 3-89244-321-1.